# João Antônio (escritor)
João Antônio Ferreira Filho (Osasco, 27 de janeiro de 1937 — Rio de Janeiro, 31 de outubro de 1996) foi um jornalista e escritor brasileiro, criador do conto-reportagem no jornalismo brasileiro e contista que se tornou conhecido por retratar os proletários e  marginais que habitam as periferias das grandes cidades.

## Biografia
Nascido em uma família de pequenos comerciantes de Presidente Altino, Osasco, (então subúrbio de São Paulo), João Antônio trabalhou em empregos mal remunerados antes de lançar seu primeiro livro de contos, Malagueta, Perus e Bacanaço, em 1963, sucesso imediato de público e crítica.  Já na sua primeira obra, João Antônio ganhou vários prêmios: dois prêmios Jabuti (revelação de autor e melhor livro de contos) Prêmio Fábio Prado e o Prêmio Prefeitura Municipal de São Paulo. A dupla premiação no Jabuti foi um feito inédito para um escritor estreante.
A história da feitura deste livro mereceria um romance. Os originais da obra foram destruídos em 1960 no incêndio da casa da família do escritor, que deixou a ele e sua família só com a roupa do corpo. João Antônio refugiou-se então numa cabine da Biblioteca Municipal Mário de Andrade e reescreveu todos os contos, de memória.
Em 1976, o conto que dá título ao livro, a história de três jogadores de sinuca do submundo paulistano, vira filme com o título O Jogo da Vida, com direção de Maurice Capovilla e com Lima Duarte no elenco.
O sucesso literário conduziu-o à atividade jornalística. Trabalhou inicialmente no Jornal do Brasil. Foi da equipe fundadora da Realidade (revista) (1966), na qual publicou o primeiro conto-reportagem do jornalismo brasileiro, Um dia no cais (1968). Trabalhou, ainda, na revista Manchete, no jornal O Pasquim e em diversos órgãos da imprensa alternativa, de oposição ao regime militar. Neste período, alternava residência entre Rio de Janeiro e São Paulo.
Em 1967, casa-se com Marília Mendonça Andrade. No mesmo ano nasce seu único filho, Daniel Pedro.
Mas no final dos anos 1960 resolve mudar radicalmente de vida. Larga seu emprego, destrói seus cartões de crédito, vende seu automóvel,  separa-se da mulher e passa a vestir-se de forma despojada, geralmente de bermudas e sandálias. Enfim, adota um estilo de vida próximo ao da marginalidade vivida por seus personagens, tudo para se dedicar inteiramente à literatura.
Produziu quinze livros, mas sempre se recusava a participar de cerimônias e de se vincular a grupos e academias literárias. Aceitava apenas convites para palestras em escolas e universidades.
Viajou pelo Brasil em 1978 e pela Europa em 1985. Em 1987, agraciado com bolsa de estudos, radicou-se na Alemanha, onde permaneceu até 1989. Neste período, conheceu também Holanda e Polônia, realizando conferências.
Faleceu em 1996, e seu corpo só foi encontrado quinze dias depois de seu desaparecimento.
Em 2005, Mylton Severiano publicou "Paixão de João Antônio", livro que tem sua escrita com base em cerca de 200 cartas que João Antônio enviou ao amigo jornalista. As cartas revelam a personalidade ímpar desse poeta-narrador dos panos verdes, bares e ruas que se perpetuam cada vez que corremos os olhos sobre sua escrita.
Após a morte de João Antônio, seu filho Daniel Pedro cedeu a biblioteca pessoal e as mobílias do pai para o Departamento de Literatura da Universidade Estadual Paulista (UNESP), em Assis-SP. Os pertences estavam no apartamento do escritor em Copacabana, na Praça Serzedelo Corrêa. São livros de João Antônio em diversas línguas; livros de amigos com dedicatórias de Lygia Fagundes Telles e Jorge Amado, Clarice Lispector, Dalton Trevisan, Moacyr Scliar, Carlos Drummond de Andrade, Fernando Sabino; jornais e revistas - entre elas a Realidade; correspondência ativa e passiva, além de anotações feitas a punho em papel de padaria; discos de 78 rotações, troféus e quadros. Sob os cuidados do CEDAP (Centro de Documentação e Apoio à Pesquisa), o Acervo João Antônio em Assis auxilia pesquisadores do escritor e está aberto à visitação pública.

## Intérprete do submundo
João Antônio foi o intérprete do submundo, o escritor da marginalidade. Seus personagens são as criaturas que vivem na periferia das grandes cidades e da vida, operários, biscateiros, soldados, crianças abandonadas ou quase, prostitutas, pedintes, homossexuais, jogadores de sinuca, desempregados, gente que se reúne nos cenários da periferia,  vilas e favelas com seus botequins, seus campos de pelada e as diversas curriolas do vício e do crime. Rio de Janeiro e São Paulo são apresentados ao leitor no conjunto espantoso de seus contrastes e na extraordinária vibração humana de seu cotidiano.
A linguagem de João Antônio é a um só tempo elaborada e malandra, o que a tornaria única na literatura brasileira, não fosse a companhia de Plínio Marcos a trilhar pelo mesmo caminho. Mas, apesar da escrita elaborada, não se espere de seus personagens sentimentos falsos ou esperança de redenção: a realidade é tratada de forma lírica, mas sem dissimular seu lado cruel.
Segundo ele próprio afirmou, em posfácio de sua obra Malhação do Judas Carioca, não é possível produzir uma literatura de heróis taludos ou de grandiosidade imponente na vida de um país cujo homem está, por exemplo, comendo rapadura e mandioca em beira de estrada e esperando carona em algum pau-de-arara para o Sul, já que deve e precisa sobreviver.

## Fases e evolução da obra
Para alguns estudiosos, a obra de João Antônio poderia ser dividida, quanto à forma, em duas fases. Uma primeira, em que prepondera o conto numa estrutura mais convencional, e uma segunda, em que a influência do jornalismo se torna mais evidente. Malagueta, Perus e Bacanaço (1963), seu livro de estreia, e Leão-de-chácara (1975) pertenceriam à 1ª fase enquanto o restante de sua obra, a partir do livro Malhação do Judas Carioca (1975) (livro de contos onde João Antônio republica Um dia no cais), pertenceria à segunda fase do escritor.
A evolução de sua obra também é marcada por um crescente teor autobiográfico dentro de suas narrativas: como o jornalismo vem ganhando força em cada nova publicação, é compreensível uma também crescente formalização, na voz do narrador-jornalista, de um ethos que corresponde à voz do João Antônio-jornalista. Esta faceta de sua obra fica evidente no conto Abraçado ao meu rancor, texto em que o narrador-personagem é um repórter “arrastado” do Rio de Janeiro para sua cidade natal, São Paulo, para fazer uma matéria sobre os pontos turísticos desta, e na coletânea Dedo-duro (1982), onde se trabalha a profissão do jornalista no contexto da ditadura militar.
O fator autobiográfico, ainda que indiretamente e/ou não marcado, não deixa de ter também sua relevância nas primeiras narrativas do escritor paulistano. João Antônio sempre aludiu - em suas entrevistas, crônicas, ensaios, artigos e mesmo em seus próprios contos - à extrema importância de um vínculo consistente entre literatura e realidade. No conto Merduchos, do livro Casa de Loucos (1976), o narrador, por exemplo, faz referência a uma frase sua pertencente ao conto Malagueta, Perus e Bacanaço, de 15 anos antes:
“ 'A mesa é triste como uma bola branca que cai.' / Isso é frase que apanhei de vagabundo na Lapa. Parece uma frase literária, mas não é. ”
Pelo trecho evidencia-se tanto a dificuldade na delimitação entre o autor/narrador antoniano quanto certas preocupações ao seu fazer artístico.
Os temas tratados, com o tempo, também vão se modificando. Unicamente interessado pelos marginalizados da sociedade em um primeiro momento, João Antônio abomina a classe média, à qual apelida de “mérdea”, principalmente por causa da alienação e descaso para com o “miserê” da maior parte dos brasileiros. Na parte final de sua obra, seu olhar finalmente encontra interesse em personagens pertencentes a esta classe social tão detestada. Em Abraçado ao meu rancor (1986), por exemplo, os contos Televisão, Publicitário do Ano e Abraçado ao meu rancor, que dá nome ao livro, tratam e criticam duramente esta camada da sociedade brasileira; camada à qual, morando em Copacabana, o próprio João Antônio agora inevitavelmente pertencia, vivendo, assim, abraçado ao seu rancor.

## Prêmios
- 1959 — São Paulo SP — Prêmio Edgard Cavalheiro, instituído pelo jornal Última Hora e Editora Cultrix;[4]
- 1962 — São Paulo SP — Prêmio Fábio Prado pelo livro Malagueta, Perus e Bacanaço;[5]
- 1963 — São Paulo SP — Prêmio Jabuti de Revelação de Autor e de Melhor livro de contos para Malagueta, Perus e Bacanaço;
- 1965 — São Paulo SP — Prêmio Prefeitura de São Paulo;
- 1974 — Prêmio Nacional de Contos do Paraná pelo livro Leão-de-Chácara;
- 1975 — Prêmio Ficção concedido pela Associação dos Críticos de Arte de São Paulo para Leão-de-Chácara;
- 1983 — Prêmio Pen Club e para o livro Dedo-duro;
- 1983 — Troféu Candango, da Fundação Cultural do Distrito Federal, para Dedo-duro;
- 1986 — Rio de Janeiro RJ — Troféu Golfinho de Ouro pelo livro Abraçado ao Meu Rancor;
- 1986 — São Paulo SP — Prêmio Pedro Nava pelo livro Abraçado ao Meu Rancor;
- 1986 — Porto Alegre RS — Troféu Oswald de Andrade pelo livro Abraçado ao Meu Rancor;
- 1993 — Prêmio Jabuti pelo livro Guardador.